# Бинзак
Бинзак (фр. Bunzac) насеље је и општина у западној Француској у региону Поату-Шарант, у департману Шарант која припада префектури Ангулем.
По подацима из 2011. године у општини је живело 474 становника, а густина насељености је износила 35,59 становника/km². Општина се простире на површини од 13,32 km². Налази се на средњој надморској висини од 87 метара (максималној 131 m, а минималној 77 m).

## Демографија
| 1962. | 1968. | 1975. | 1982. | 1990. | 1999. | 2011. |
| ----- | ----- | ----- | ----- | ----- | ----- | ----- |
| 327   | 348   | 322   | 314   | 332   | 309   | 474   |

График промене броја становника у току последњих година